# Marcela Suchánková
Marcela Suchánková (* 1971) je česká ekonomka a bankéřka. V roce 2021 ji Forbes zařadil mezi 100 nejvlivnějších žen Česka.

## Život
V roce 1994 absolvovala Vysokou školu ekonomickou v Praze a v roce 2007 studium MBA na Rochester Institute of Technology. V letech 1994–97 pracovala jako relationship manager ve společnosti Ewing Public Relations. Od roku 1997 pracuje v Československé obchodní bance (ČSOB), naposledy od roku 2017 jako vrchní ředitelka a členka představenstva. V roce 2014 byla také jmenována generální ředitelkou ČSOB Penzijní společnosti.